# Schistura cristata
Schistura cristata és una espècie de peix de la família Balitoridae i de l'ordre dels cipriniformes.

## Morfologia
Els mascles poden assolir els 6,8 cm de longitud total.

## Distribució geogràfica
Es troba al Turkmenistan i l'Afganistan.